# 陸仲元
陆仲元（?—?），吴郡（今江苏苏州）人，中国南北朝南朝宋政治人物，晋太尉陆玩曾孙，陆万载之子，陆子真之兄。
永初三年（422年）从长沙景王刘道怜镇守京口，任太尉留府司马。刘道怜入朝命他守京口，斩杀亡命刁弥等。陆仲元有才干，能办事被世人所知。宋文帝时担任清要之官，历任国子博士、吏部郎、右卫将军、侍中、吴郡太守。自曾祖晋太尉陆玩至陆仲元，四世为侍中，时人说他家就像西汉的金日磾、张安世二族。弟弟陆子真，元嘉十年（433年），为海陵郡太守。中书舍人狄当为宋文帝所信任，家在海陵，死后还葬，桥路毁坏，不通丧车，县里求征发民夫修治，陆子真不许。司徒彭城王刘义康听说後看重他，召为国子博士，司徒左西掾，州治中，临海东阳太守。